# 井上正棠
井上 正棠（いのうえ まさき、宝暦3年（1753年） - 文化11年8月8日（1814年9月21日））は、江戸時代後期の大名。常陸下妻藩の第5代藩主。遠江浜松藩主・井上正経（浜松藩井上家）の四男で、下妻藩主井上正意の養子となる。子は正広（長男）、正建（次男）。官位は従五位下、遠江守、石見守。
幼名は橘之助。天明4年（1784年）、先代の正意の死去により、養子の正棠が跡を継ぐ。寛政元年（1789年）3月14日、家督を長男の正広に譲って隠居し、文化11年（1814年）8月8日に62歳で死去した。墓所は東京都台東区の谷中霊園。

## 系譜
父母
- 井上正経（実父）
- 井上正意（養父）

子女
- 井上正広（長男）
- 井上正建（次男）